# رونالد لي
رونالد لي (بالإنجليزية: Ronald Lee)‏ هو كاتب ومؤلف كندي، ولد في 1934 في مونتريال في كندا.